# Alice di Borbone-Parma
Alice di Borbone-Parma (Parma, 27 dicembre 1849 – Schwertberg, 16 gennaio 1935) nata principessa Borbone di Parma, fu granduchessa titolare di Toscana per matrimonio.

## Biografia

### Infanzia ed esilio
Era la secondogenita del duca Carlo III di Parma e di sua moglie, Luisa Maria di Borbone-Francia, figlia di Carlo di Borbone-Francia e nipote di Carlo X di Francia.
All'età di cinque anni, suo padre fu ucciso da un anarchico, Antonio Carra, mentre passeggiava tra le vie di Parma. Suo fratello gli successe con il nome di Roberto I, ma, siccome non aveva raggiunto la maggiore età, la madre Luisa Maria esercitò la reggenza.
Nel 1859, quando il ducato fu annesso al Regno di Sardegna, Alice e la sua famiglia si trasferirono a Venezia, che si trovava ancora sotto il dominio austriaco. Alice trascorrerà il resto della sua vita in Austria.

### Matrimonio
Sposò, l'11 gennaio 1868, nel castello di Frohsdorf, l'arciduca Ferdinando IV di Toscana, l'ultimo granduca, figlio di Leopoldo II di Toscana e della sua seconda moglie, Maria Antonia di Borbone-Due Sicilie.

### Ultimi anni e morte
Nel 1908 morì il marito. Con la disfatta degli imperi centrali nella prima guerra mondiale, Alice fu testimone della fine dell'impero.
Morì il 16 gennaio 1935, all'età di 85 anni, a Schwertberg.

## Discendenza
Alice di Borbone-Parma e suo marito Ferdinando IV di Toscana ebbero dieci figli:

## Ascendenza
|                                      |                    |                                               | Genitori                                  |  |  | Nonni |  |  | Bisnonni            |  |  | Trisnonni             |  |
|                                      |                    |                                               |                                           |  |  |       |  |  | Ludovico di Borbone |  |  | Ferdinando I di Parma |  |
|                                      |                    |                                               |                                           |  |  |       |  |  | Ludovico di Borbone |  |  | Ferdinando I di Parma |  |
|                                      |                    | Maria Amalia d'Asburgo-Lorena                 |                                           |  |  |       |  |  | Ludovico di Borbone |  |  |                       |  |
| Carlo II di Parma                    |                    |                                               |                                           |  |  |       |  |  | Ludovico di Borbone |  |  |                       |  |
|                                      |                    | Maria Luisa di Borbone-Spagna                 | Carlo IV di Spagna                        |  |  |       |  |  |                     |  |  |                       |  |
|                                      |                    | Maria Luisa di Borbone-Spagna                 | Carlo IV di Spagna                        |  |  |       |  |  |                     |  |  |                       |  |
|                                      |                    | Maria Luisa di Borbone-Spagna                 | Maria Luisa di Borbone-Parma              |  |  |       |  |  |                     |  |  |                       |  |
| Carlo III di Parma                   |                    | Maria Luisa di Borbone-Spagna                 |                                           |  |  |       |  |  |                     |  |  |                       |  |
|                                      |                    | Vittorio Emanuele I di Savoia                 | Vittorio Amedeo III di Savoia             |  |  |       |  |  |                     |  |  |                       |  |
|                                      |                    | Vittorio Emanuele I di Savoia                 | Vittorio Amedeo III di Savoia             |  |  |       |  |  |                     |  |  |                       |  |
|                                      |                    | Vittorio Emanuele I di Savoia                 | Maria Antonietta di Borbone-Spagna        |  |  |       |  |  |                     |  |  |                       |  |
| Maria Teresa di Savoia (1803-1879)   |                    | Vittorio Emanuele I di Savoia                 |                                           |  |  |       |  |  |                     |  |  |                       |  |
|                                      |                    | Maria Teresa d'Asburgo-Este (1773-1832)       | Ferdinando d'Asburgo-Este                 |  |  |       |  |  |                     |  |  |                       |  |
|                                      |                    | Maria Teresa d'Asburgo-Este (1773-1832)       | Ferdinando d'Asburgo-Este                 |  |  |       |  |  |                     |  |  |                       |  |
|                                      |                    | Maria Teresa d'Asburgo-Este (1773-1832)       | Maria Beatrice d'Este                     |  |  |       |  |  |                     |  |  |                       |  |
| Alice di Borbone-Parma               |                    | Maria Teresa d'Asburgo-Este (1773-1832)       |                                           |  |  |       |  |  |                     |  |  |                       |  |
|                                      | Carlo X di Francia | Luigi Ferdinando di Borbone-Francia           |                                           |  |  |       |  |  |                     |  |  |                       |  |
|                                      | Carlo X di Francia | Luigi Ferdinando di Borbone-Francia           |                                           |  |  |       |  |  |                     |  |  |                       |  |
|                                      | Carlo X di Francia | Maria Giuseppina di Sassonia (1731-1767)      |                                           |  |  |       |  |  |                     |  |  |                       |  |
| Carlo di Borbone-Francia (1778-1820) | Carlo X di Francia |                                               |                                           |  |  |       |  |  |                     |  |  |                       |  |
|                                      |                    | Maria Teresa di Savoia                        | Vittorio Amedeo III di Savoia             |  |  |       |  |  |                     |  |  |                       |  |
|                                      |                    | Maria Teresa di Savoia                        | Vittorio Amedeo III di Savoia             |  |  |       |  |  |                     |  |  |                       |  |
|                                      |                    | Maria Teresa di Savoia                        | Maria Antonietta di Borbone-Spagna        |  |  |       |  |  |                     |  |  |                       |  |
| Luisa Maria di Borbone-Francia       |                    | Maria Teresa di Savoia                        |                                           |  |  |       |  |  |                     |  |  |                       |  |
|                                      |                    | Francesco I delle Due Sicilie                 | Ferdinando I delle Due Sicilie            |  |  |       |  |  |                     |  |  |                       |  |
|                                      |                    | Francesco I delle Due Sicilie                 | Ferdinando I delle Due Sicilie            |  |  |       |  |  |                     |  |  |                       |  |
|                                      |                    | Francesco I delle Due Sicilie                 | Maria Carolina d'Asburgo-Lorena           |  |  |       |  |  |                     |  |  |                       |  |
| Carolina di Borbone-Due Sicilie      |                    | Francesco I delle Due Sicilie                 |                                           |  |  |       |  |  |                     |  |  |                       |  |
|                                      |                    | Maria Clementina d'Asburgo-Lorena (1777-1801) | Leopoldo II d'Asburgo-Lorena              |  |  |       |  |  |                     |  |  |                       |  |
|                                      |                    | Maria Clementina d'Asburgo-Lorena (1777-1801) | Leopoldo II d'Asburgo-Lorena              |  |  |       |  |  |                     |  |  |                       |  |
|                                      |                    | Maria Clementina d'Asburgo-Lorena (1777-1801) | Maria Luisa di Borbone-Spagna (1745-1792) |  |  |       |  |  |                     |  |  |                       |  |
|                                      |                    | Maria Clementina d'Asburgo-Lorena (1777-1801) |                                           |  |  |       |  |  |                     |  |  |                       |  |